# Laura Ferrero Carballo
Laura Ferrero Carballo (Barcelona, 1984) és una periodista i editora barcelonina.

## Biografia
Va estudiar Periodisme i Filosofia a la Universitat de Navarra i té un Màster en Edició per la Universitat Pompeu Fabra. Treballa com a editora i scout literària per a editorials nacionals i internacionals i és crítica literària del suplement cultural del diari ABC i a Cultura/s de La Vanguardia.
Va autoeditar el llibre de relats Piscinas vacías a la plataforma megustaescribir i, després d'entrar en el top 100 d'Amazon, va ser publicat per Alfaguara el 2016. El 2017 va publicar la seva primera novel·la Qué vas a hacer con el resto de tu vida (Alfaguara) i, el 2018, l'àlbum il·lustrat L'amor després de l'amor de l'editorial Bridge, amb il·lustracions de Marc Pallarés.